# Nerf ethmoïdal antérieur
Le nerf ethmoïdal antérieur est un nerf sensoriel du nez et de la cavité nasale.
C'est une branche du nerf naso-ciliaire, lui-même branche du nerf ophtalmique (V1).

## Trajet
Le nerf ethmoïdal antérieur est une branche terminale du nerf naso-ciliaire, branche du nerf ophtalmique (CN V1), lui-même branche du nerf trijumeau (CN V).
Il nait près de la paroi médiale de l'orbite, après la naissance des quatre branches du nerf naso-ciliaire : le rameau communiquant avec le ganglion ciliaire, les nerfs ciliaires longs, le nerf infra-trochléaire et le nerf ethmoïdal postérieur.
Il traverse le foramen ethmoïdal antérieur pour atteindre la fosse crânienne antérieure. Il y donne des fibres sensorielles aux méninges.
Après avoir suivi la lame criblée de l'ethmoïde, il la traverse pour pénétrer dans la cavité nasale. Il donne des branches pour le toit de la cavité nasale.
Il bifurque en une branche nasale interne latérale et une branche nasale interne médiale. Il envoie des fibres sensorielles aux alvéoles ethmoïdales antérieures et aux alvéoles ethmoïdales moyennes et à la partie antérieure de la cloison nasale.
Une branche externe innerve la peau de la paroi latérale du nez.

## Fonction
Le nerf ethmoïdal antérieur est le nerf sensitif du septum nasal[réf. nécessaire] et d'une partie des méninges.
Il est impliqué dans le réflexe de plongée.